# 유럽의 HIV/AIDS

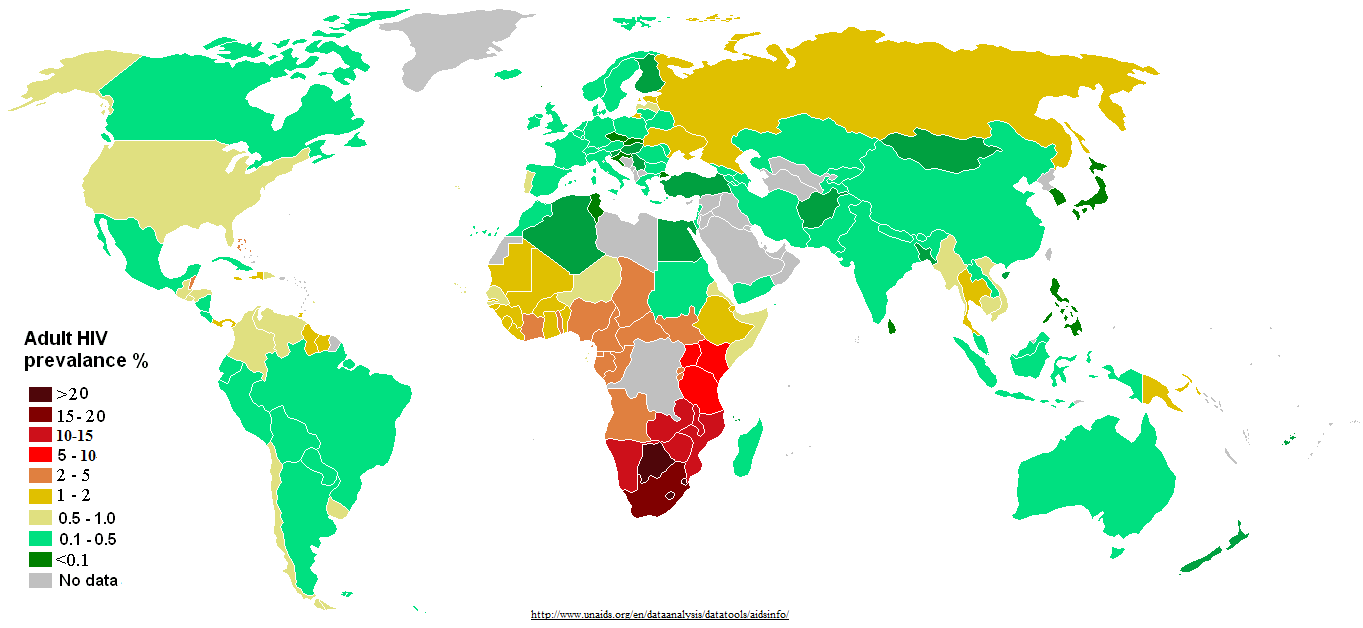
2011년 국가별 후천면역결핍증후군 유병률 추산치

유럽에서 HIV의 전염 경로는 동성 간의 성관계, 정맥 주사 약물, 모자간 전염, 이성애의 성관계 등 다양하다. 발트해 연안 국가와 같은 유럽의 일부 지역에서는 HIV 전파의 가장 일반적인 경로는 약물 사용과 성관계를 통한 것이다. 2018년 유럽의 성인 유병률은 러시아의 최고 1.2%에서 11개국의 최저 0.1%까지 다양했으며, 항레트로바이러스 요법 사용으로 인해 1990년대 후반에 사망률이 줄어들었다. 이코노미스트는 2000년 1월 유럽의 에이즈 사망자의 거의 40%가 정맥 주사 약물 사용자라고 보고했다.
2007년 말, 서유럽과 중부 유럽에서 약 80만명의 사람들이 HIV에 감염된 것으로 추산되었는데, 이는 2006년에 추정된 74만명보다 8.1% 증가한 수치였다. 가장 높은 비율은 에스토니아, 포르투갈 및 러시아에서 보고되었으며, 가장 낮은 비율은 슬로바키아, 체코, 루마니아에서 보고되었다. 동남아시아 및 사하라 사막 이남 아프리카와 같은 지역의 HIV 감염자 수와 비교할 때 상대적으로 적지만 서유럽 및 중부 유럽의 후천면역결핍증후군은 여전히 주요 공중 보건 문제로 평가된다. 후천면역결핍증후군이 다시 크게 전염되자 1980년대 이후로 "성의 재의료화"가 있었다.

## 알바니아
알바니아는 다른 국가에 비해 낮은 HIV 사망 관련 사례가 기록되었다. 1992년부터 2011년 말까지 알바니아에서는 총 487건의 HIV 감염 사례가 보고되었는데, 이 487건 중 이성애 접촉이 83.1%, 남성 간의 성적 접촉이 12.7%, 엄마에게서 아이로 전염된 경우가 4.2%로 집계되었고, 약물 사용을 통한 HIV 감염 사례는 확인되지 않았다.
2011년 알바니아에서는 총 71명의 새로운 HIV 감염, 38명의 에이즈 감염 사례, 9명의 에이즈 관련 사망이 발생했으며, 새로 보고된 HIV 사례 중 73%는 남성이었다.
하지만 알바니아는 낮은 HIV 검사 수를 유지하고 있으며, 알바니아의 의료 시설 중 2%만이 HIV 검사 서비스를 제공했다. 검사를 받은 사람들 중 48%는 다른 남성과 성적 접촉을 한 남성이었다.
2018년에서 2019년 사이에 알바니아에서 에이즈로 51명이 사망했으며, 관련 단체는 알바니아에 대해 분노하고 비판했다.

## 오스트리아
오스트리아에서는 1983년 첫 번째 감염 사례가 보고되었으며, 2010년에 감염자의 32%가 이성애 접촉을 통해 감염되었다. 오스트리아는 유럽에서 가장 많은 HIV 검사를 시행하고 있다.

## 아르메니아
아르메니아의 첫 번째 HIV 감염 사례는 1988년이었으며, 2019년 7월 31일 아르메니아에는 3,583건의 HIV 사례가 등록되어 있다. 아르메니아는 아들과 엄마간 감염 사례를 감염자에서 없애는 10개의 국가 중 하나이다.

## 보스니아 헤르체고비나
다른 국가에 비해 보스니아 헤르체고비나는 유병률이 낮은 국가로 간주되었고, 1986년 보스니아 헤르체고비나에서 처음으로 에이즈 감염자가 등록된 이래 2017년 말까지 350명의 HIV 감염자가 등록되었으며 102명의 에이즈 감염자가 등록되었다. 보스니아 헤르체고비나에서 HIV에 감염된 사람들의 80%가 남성이었으며, 감염자의 평균 연령은 30~39세이었고, 일부 전문가들은 보스니아 헤르체고비나에서 HIV 감염자가 900~1000명 사이라고 추정했다.
보스니아 헤르체고비나에서 HIV 감염자 수는 예상 안에서 유지되었으며, 국가 인구(4,000,000명)의 0.009%(350)만이 HIV에 감염된 것으로 보고되었다. HIV 감염의 더 높은 위험에 노출된 것으로 확인된 대부분의 사람들은 에이즈, 결핵 및 말라리아 퇴치를 위한 글로벌 기금에서 제공하는 지원으로 후천면역결핍증후군 퇴치를 위한 BiH 프로그램 덕분에 성공적으로 감염자를 밝히고 있다.

## 벨기에
벨기에에서 2017년 말까지 18,908건의 HIV 감염 사례가 발생했었고, 매일 2.4명의 새로운 사례가 진단되었으며, 새로 진단된 사례의 대부분은 이성간 접촉을 통해 전파(49.6%)되었다. 그리고 남성과 성관계를 가진 남성(MSM)의 성적 접촉을 통해 전염되는 HIV 감염 사례는 46.6%였으며, HIV 사례의 1.3%가 주사 약물 사용을 통해 전염되었다.
벨기에에서 HIV 혈액 검사에 쉽게 접근할 수 있음에도 불구하고 새로운 사례의 36%는 질병의 말기에 진단된다. 말기 진단은 동성애자 남성(27%)보다 이성애 인구(46%)에서 더 자주 발생하며, 유럽의 다른 국가와 달리 벨기에에는 모든 의사, 진료소, 병원 및 학생 서비스에서 HIV 검사를 제공한다. 대부분의 진단 센터는 비용 없이 익명으로 신속한 및 4세대 테스트를 제공한다.

## 체코
2018년 12월 31일 체코에서 HIV 양성 판정을 받은 사람은 3,368명이며, 외국인(446명)을 포함한 전체 수는 3,814명이다. 2018년에는 감염자가 전년에 비해 208명 증가했으며, 가장 많은 감염자가 발생된 지역은 수도인 프라하(1651건)이다. 1994년 이후 체코는 2,880만 건의 HIV 검사를 실시했으며, 415,813명이 자신의 요청으로 검사를 받았다. 검사를 받은 사람의 75%가 검사를 받은 이유가 남성과 성관계를 가진 남성이기 때문이라고 답했으며, 에이즈 감염자 506명 중 255명이 사망했다. 평균 진단 연령은 남성 35세, 여성 39세이며, 2018년에는 검사 횟수가 감소했다.

## 에스토니아
에스토니아의 HIV 검사는 1988년 처음 시작되었으며, 2016년부터 HIV 검사는 건강 보험이 없는 사람들을 포함하여 모든 사람들에게 무료로 제공되었다. 에스토니아의 HIV 첫 감염 사례는 검사를 시작한 1988년에 처음으로 확인되었으며, 2005년부터 2015년까지 이성애 및 동성애 전파가 증가했고, 34세 이상 인구의 비율도 증가했다. 어린이와 청소년, 여성의 감염 사례는 감소했으며, 약물 주사 감염도 안정화되었지만 유병률은 아직 매우 높은 것으로 보고된다. 지금까지 주사 약물 사용은 에스토니아 중요한 HIV 전염 경로로 남아 있으며 HIV 전염병은 특히 약물 사용자(IDU)와 성 파트너를 주사하는 취약한 인구에 계속 영향을 미치고 있다.
2018년에 에스토니아에서 190명의 새로운 HIV 사례와 25명의 에이즈 사례가 진단되었다. 2017년에는 총 219명이 HIV 진단을 받았고 20명이 에이즈 진단을 받았으며, 에스토니아에서 검사가 시작된 이래 총 9,878건의 HIV와 536건의 에이즈가 진단되었다.
에스토니아에서 성인의 1.3%가 HIV 양성이며 이는 유럽 연합의 모든 국가 중 가장 높은 비율로 확인되었다.

## 핀란드
21세기 동안 핀란드에서 매년 200명 미만의 새로운 HIV 진단이 발생했으며, 새로운 감염의 수는 지난 10년 동안 천천히 증가했다. 에이즈 사망자 수는 연간 15~30명 수준으로 유지되었으며, 2015년은 핀란드에서 에이즈 사망자가 없는 HIV 감염자가 생긴 이후 첫 번째 년도였다. 1980~2016년 동안 약 3,700명이 HIV 진단을 받았고 약 450명이 에이즈로 사망했으며, 감염되어 있지만 감염된 사실을 모르는 감염자가 500명 정도일 것이라고 추산되었다. 대부분의 HIV 감염은 30-34세 사이에서 진단되지만 핀란드의 대부분의 HIV 사례는 에이즈에서 발견된다.

## 아이슬란드
아이슬란드에서 HIV 첫 감염 사례는 1985년에 보고되었고, 2012년 말까지 아이슬란드에서 총 300명의 환자가 HIV 감염 진단을 받았으며 그 중 66명이 AIDS에 걸리고 39명이 질병으로 사망했다. 아이슬란드에서 HIV-1의 유전적 다양성은 시간이 지남에 따라 상당히 증가했으며, 이는 주로 1990년대 중반부터 아이슬란드에 거주하는 외국인 거주자의 증가된 비율과 관련이 있을 것으로 추측된다. 아이슬란드에서 항레트로바이러스 치료 경험이 없는 환자들 사이에서 전염된 약물 내성의 유병률과 경향을 조사한 가장 최근의 연구에서 유병률은 중간 수준(8.5%)인 것으로 밝혀졌다.

## 라트비아
2018년에 라트비아는 5,300건의 HIV 감염 사례가 있었으며, 라트비아는 유럽 연합에서 HIV 유병률이 가장 높은 국가 중 하나이다. 라트비아에서 확인된 HIV 감염 경로는 이성 관계(2018년 신규 사례의 33%), 정맥 내 약물 사용(22%), 동성애 관계(6%) 순이며, 37%는 감염 경로를 알 수 없는 것으로 조사되었다.

## 리투아니아
리투아니아에서는 2016년까지 2,749명의 감염자가 발생했으며, 신규 감염은 지속적으로 연간 200건 미만으로 유지되었지만 2016년에는 214건으로 200건을 넘었다. 2017년에 새로운 HIV 사례의 51.7%가 약물 사용자에게서 관찰되었으며, 같은 해에 신규 감염은 24.3%가 이성애 관계에서, 6.8%가 동성애로 인해 발생했다.

## 루마니아
루마니아는 2018년 말까지 총 15,661건의 HIV 감염 사례가 있었으며, 감염률은 2008년 이후 매년 감소했다. 2018년에는 신규 감염 건수가 2008년보다 거의 3배 감소했었으며, 루마니아에는 2018년에 유럽 연합 유병률 평균보다 낮은 유병률을 가진 것으로 집계되었다.

## 러시아
세계보건기구는 러시아에서 보고된 사례의 수는 1995년의 15,000건에서 2017년까지 100만 명이 넘었을 것이라고 추산했다.

## 스페인
스페인은 후천면역결핍증후군의 유병률이 높았지만 현재 서유럽의 평균과 비슷한 수준이다. 에이즈가 스페인에서 처음 보고된 것은 1983년이었는데, 두 명의 혈우병 환자가 미국에서 수혈을 받은 후 에이즈로 안달루시아주에서 사망한 것이 첫 번째 사례였다. 이후 1981년 한 남성 환자가 미국과 터키를 여행하던 중 다른 남성과 성관계를 갖고 에이즈에 걸렸다는 사실이 밝혀졌다.
1997년에 스페인은 서유럽의 인구 4분의 1을 차지했으며, 100,000명당 104명의 에이즈 사례를 갖고 있었는데, 이는 당시 유럽 연합 평균의 3배인 것으로 확인되었다. 하지만 이후 2016년 스페인은 서유럽 및 북미 지역의 평균 성인 HIV 유병률이 0.3%인 국가 평균으로 떨어졌다. 스페인에서 HIV에 감염된 사람들의 77%가 항레트로바이러스 치료(ART)를 받았으며, 이는 나머지 서유럽 및 북미 지역의 78%와 같다. HIV 감염률이 가장 높은 5개 인구 통계는 성노동자(2%), 주사제 사용자(2.3%), 수감자(5.4%), 남성과 성관계를 갖는 남성(11.3%), 트랜스젠더(13.3%)이다.

## 스웨덴
1980년대 말부터 2000년대 초까지 스웨덴의 감염률은 연간 약 300건 정도였으나 그 이후 증가한 것으로 집계되었다. 2006년에서 2016년 사이 10년 동안 HIV 치료를 희망하는 환자의 수는 1,684명에서 6,273명(373%)으로 증가했으며, 이는 HIV 수치가 높은 국가에서 스웨덴으로 이민을 오는 것이 늘었기 때문인 것으로 확인되었다.

## 영국
2017년 영국에서 HIV의 유병률은 92%로 추정되었으며, 101,600명이 진단을 받았다. 유병률은 런던의 게이, 양성애 남성에서 가장 높으며 15-74세의 게이 및 양성애자 남성 1000명당 83명으로 추산되었지만, 2017년에는 2015~17년 동안 새로 HIV에 감염된 게이 남성의 수가 감소했다고 발표했다. 새로 HIV에 감염된 게이 남성의 수는 불과 2년 만에 3분의 1로 감소한 것으로 집계되었다.

## 우크라이나
우크라이나는 후천면역결핍증후군 감염 사례 증가율이 동유럽에서 가장 높은 국가이며, 아프리카 이외의 지역에서는 HIV 유병률이 가장 높다. 전문가들은 2010년 8월에 우크라이나 성인 인구의 1.3%가 HIV에 감염되었다고 추정했는데, 이는 유럽 전체에서 가장 높은 수치이다. 2011년 후반 우크라이나에는 360,000명의 HIV 감염자가 있었고, 1987년에서 2012년 말 사이에 27,800명의 우크라이나인이 에이즈로 사망했다. 2012년 보고서에서 매일 57명의 새로운 HIV 양성 우크라이나인 사례와 11명의 에이즈 관련 사망이 일어난다고 밝혀졌다.

## 같이 보기
- 아시아의 HIV/AIDS
- 아프리카의 HIV/AIDS